# Crescent (Iowa)
Crescent és una població dels Estats Units a l'estat d'Iowa. Segons el cens del 2000 tenia 537 habitants.

## Demografia
Segons el cens del 2000, Crescent tenia 537 habitants, 192 habitatges, i 153 famílies. La densitat de població era de 164,6 habitants per km².
Dels 192 habitatges en un 33,9% hi vivien nens de menys de 18 anys, en un 70,8% hi vivien parelles casades, en un 5,7% dones solteres, i en un 20,3% no eren unitats familiars. En el 15,6% dels habitatges hi vivien persones soles el 6,3% de les quals corresponia a persones de 65 anys o més que vivien soles. El nombre mitjà de persones vivint en cada habitatge era de 2,8 i el nombre mitjà de persones que vivien en cada família era de 3,15.
Per edats la població es repartia de la següent manera: un 25,9% tenia menys de 18 anys, un 8,8% entre 18 i 24, un 28,1% entre 25 i 44, un 27,4% de 45 a 60 i un 9,9% 65 anys o més.
L'edat mediana era de 37 anys. Per cada 100 dones de 18 o més anys hi havia 99 homes.
La renda mediana per habitatge era de 60.000 $ i la renda mediana per família de 61.042 $. Els homes tenien una renda mediana de 32.917 $ mentre que les dones 29.125 $. La renda per capita de la població era de 24.548 $. Entorn del 3,1% de les famílies i el 2,5% de la població estaven per davall del llindar de pobresa.

## Poblacions més properes
El següent diagrama mostra les poblacions més properes.